# Punk-O-Rama Vol. 7
Punk-O-Rama 7 è il settimo album della serie omonima.

## Tracce
1. Fingers Crossed – Millencolin – 2:47
2. Wayfarer – Hot Water Music – 2:58
3. Up for Sale – The (International) Noise Conspiracy – 3:26
4. The World – Pennywise – 2:26
5. Black City – Division of Laura Lee – 3:36
6. Olympia, WA – NOFX – 2:59
7. Addicts of Communication – Randy – 2:00
8. Hooray for Me – Pulley – 2:19
9. The Something Special – The Bouncing Souls – 3:23
10. God Knows – Beatsteaks – 2:34
11. The Defense – Bad Religion – 3:54
12. The End – Deviates – 2:02
13. Heroes from Our Past – Dropkick Murphys – 3:30
14. Bob – Rancid – 2:02
15. Wasted Words – Death By Stereo – 3:33
16. Love to Be Hated – Agnostic Front – 2:13
17. Outside Looking In – 1208 – 2:46
18. M.A.D. – 98 Mute – 3:16
19. My Girlfriend – Guttermouth – 2:35